# Hilde Lauer
Hilde Lauer   (Orțișoara, 24 de març de 1943) és una piragüista romanesa, especialista en aigües tranquil·les, que va competir durant la dècada de 1960.
El 1964 va prendre part en els Jocs Olímpics d'Estiu de Tòquio, on disputà dues proves del programa de piragüisme. Guanyà la medalla de plata en la prova del K-1, 500 metres, rere Liudmila Khvedosyuk, i la de bronze en el K-2, 500 metres, formant parella amb Cornelia Sideri, rere els equips d'Alemanya i els Estats Units.
En el seu palmarès també destaquen deu campionats nacionals entre 1961 i 1969. Des del 1970 viu a Alemanya.